# Culture (альбом Migos)
Culture (стилизованный как C U L T U R E) — второй студийный альбом американского хип-хоп трио Migos. Был выпущен 27 января 2017 года на лейблах Quality Control Music, 300 Entertainment и YRN Tha Label. В альбоме представлены гостевые куплеты от DJ Khaled, Gucci Mane, 2 Chainz, Трэвиса Скотта и Lil Uzi Vert, а за музыкальную составляющую отвечают Metro Boomin, Murda Beatz, Zaytoven и другие.
Альбом был выпущен при поддержке трёх синглов: «Bad and Boujee», «T-Shirt» и «Slippery». Culture в целом получил положительные оценки критиков и дебютировал на 1 месте в альбомном чарте Billboard 200. Он также дебютировал на 1 месте Top R&B/Hip-Hop Albums, став первым альбомом в карьере Migos, который возглавил оба этих чарта. В июне 2017 года, альбом получил платиновый статус и был награждён сертификацией RIAA за миллион проданных копий. Альбом был номинирован на 60-ю премию «Грэмми» в категории «Лучший рэп-альбом», но проиграл Кендрику Ламару с альбомом DAMN.

## Предыстория
Сперва трио объявило, что их второй студийный альбом будет называться No Label 3, но позже название было заменено на Culture. В октябре 2016 года, релиз альбома был перенесён на следующий год из-за конфликта с лейблом 300 Entertainment.

## Обложка
Обложка была создана молодым итальянским графическим дизайнером Столем «Moab» Стоджменовым, проживающим в Милане.
Обложка показывает всё то, что представляют для себя Migos.
Обложка — это то, что Migos дали американской хип-хоп культуре и Атланте во всех сферах: от музыки до моды.

## Продвижение
В декабре 2016 года Migos отправились в турне по Нигерии, где они выступали с синглом «Bad and Boujee». Вирусное видео показывает насколько популярна песня с момента её выпуска.

## Синглы
28 октября 2016 года был выпущен первый сингл «Bad and Boujee» при участии Lil Uzi Vert, спродюсированный Metro Boomin и G Koop. Песня возглавила Billboard Hot 100 и стала первым синглом номер один как для Migos, так и для Lil Uzi Vert, соответственно. 20 июня 2017 года, «Bad and Boujee» стал четырежды платиновым и был награждён сертификацией RIAA.
Второй сингл «T-Shirt» был выпущен 14 февраля 2017 года. Песня была спродюсирована Nard & B и XL Eagle.
Третий сингл «Slippery» при участии Gucci Mane был выпущен 16 мая 2017 года. Песня была спродюсирована Deko и OG Parker.
Промосинглы
Первый промосингл «Call Casting» был выпущен 13 января 2017 года. Песня была спродюсирована Buddah Bless.
Второй промосингл «What The Price» был выпущен 19 января 2017 года. Песня была спродюсирована Ricky Racks, Keanu Beats и 808Godz.

## Приём критиков
| Совокупная оценка    | Совокупная оценка |
| Источник             | Оценка            |
| -------------------- | ----------------- |
| AnyDecentMusic?      | 7.1/10            |
| Metacritic           | 79/100            |
| Оценки критиков      |                   |
| Источник             | Оценка            |
| AllMusic             | [ 16 ]            |
| The A.V. Club        | B+                |
| Consequence of Sound | B                 |
| Exclaim!             | 7/10              |
| The Irish Times      | [ 20 ]            |
| The Observer         | [ 21 ]            |
| Pitchfork            | 8.1/10            |
| PopMatters           | 8/10              |
| Rolling Stone        | [ 24 ]            |
| Vice                 | A−                |

«Culture» в целом получил положительные оценки критиков. Metacritic дали альбому 79 баллов из 100, основанные на 18 отзывах. Кристофер Вайнгартен из Rolling Stone сказал: «На „Culture“ заметно как Migos продолжают игру в музыкальном плане, работая с одними из самых горячих продюсеров Атланты (Metro Boomin и Zaytoven), чтобы сделать более стильное звучание, чем когда-либо». Клейтон Пардом из The A.V. Club сказал: «Благодаря „Culture“, группа претендует на роль самой важной рэп-группы, которая выйдет из Атланты после выхода OutKast. Это даже кажется очевидным доказательством успеха альбома». Стив Юон из RapReviews.com сказал: «Offset превратился в харизматичного сторителлера, который привлекает ваше внимание, когда он пишет истории в ярости, а не просто строки». Нейл Юнг из AllMusic похвалил альбом, сказав: «„Culture“ двигает трио Migos в мейнстрим с коллекцией драгоценных камней и ошеломляющего трэпа, благодаря которому, они достигли пика в своей карьере». Карас Ламб из Consequence of Sound сказал: «Опираясь на продакшн от Murda Beatz, Purps, Cardo, Zaytoven и Nard & B, соавторы Quavo, Offset и Takeoff поддерживают гордость, избыток и непосредственное удовлетворение поклонников из-за того, что они каким-то образом разливают особый шарм, необходимый для того, чтобы захватить сердца любящих поп-музыку подростков по всему миру и продвигать рэп-„детей“ и освещать их прямом эфире по радио».
Крис Гиббонс из XXL сказал: «„Culture“ — это сила всего того, что делает Migos великолепными, демонстрируя все сильные стороны группы: сюрпризы в виде прилипчивых припевов и мелодий, уникальный флоу, невероятную химию группы феноменальных однострочников». Чейз МакМаллен из The 405 сказал: «Migos не видят предела для удовольствия и приглашают вас с пониманием, направляя вас прямо в последовательность, которая следует за альбомом». Льюис Листер из Clash сказал: «„Culture“ может быть и ограничен по своим масштабам, но он поставляет нам всё, на что можно надеяться от „The Beatles нового поколения“». София Райкумарингшинг из The Line of Best Fit сказала: «Migos никогда не пытаются повторить всё, что они уже сделали раньше, а просто доставляют больше музыки, которая отражает их заразительный, неподдельный флоу. „Culture“ — это альбом, в котором они захватывают момент заслуженного успеха». Уинстон Кук-Уилсон из Spin сказал: «Если вы оцениваете творческий успех благодаря инновациям, вы можете просто фильтровать лучшее из „Culture“, очень приличную группу Migos в плей-лист. Но если вы оцените Migos и звук, который они ввели в современный рэп, будучи одними из самых основных, необходимых ресурсов жанра, будет легче позволить всему альбому, драме упорства, „выехать“ за счёт этого»

### Попадания в годовые чарты
| Издание              | Название                                | Позиция | Ссылка |
| -------------------- | --------------------------------------- | ------- | ------ |
| Billboard            | Billboard́s 50 Best Albums of 2017       | 8       | [ 32 ] |
| Clash                | Clash Albums of the Year 2017           | 15      | [ 33 ] |
| Complex              | The Best Albums of 2017                 | 7       | [ 34 ] |
| Consequence of Sound | Top 50 Albums of 2017                   | 42      | [ 35 ] |
| Exclaim!             | Exclaim!́s Top 10 Hip-Hop Albums of 2017 | 7       | [ 36 ] |
| Fact                 | The 50 best albums of 2017              | 23      | [ 37 ] |
| HipHopDX             | HipHopDX́s Best Rap Albums of 2017       | 7       | [ 38 ] |
| Noisey               | The 100 Best Albums of 2017             | 13      | [ 39 ] |
| Pitchfork            | The 50 Best Albums of 2017              | 19      | [ 40 ] |
| Rap-Up               | Rap-Uṕs 20 Best Albums of 2017          | 5       | [ 41 ] |
| Rolling Stone        | 50 Best Albums of 2017                  | 9       | [ 42 ] |
| Spin                 | 50 Best Albums of 2017                  | 11      | [ 43 ] |
| Stereogum            | 50 Best Albums of 2017                  | 33      | [ 44 ] |
| Variety              | The Best Albums of 2017                 | N/A     | [ 45 ] |

## Коммерческий успех
«Culture» дебютировал на 1 месте в Billboard 200, продав 131 000 эквивалентных единиц за первую неделю (44 000 из которых были чистыми продажами альбома). Он также возглавил хит-парад Top R&B/Hip-Hop Albums, став первым альбомом номер один в обоих чартах. По данным на 5 июля 2017 года, альбом превысил 1 002 000 проданных эквивалентных единиц альбома в США. 14 июля 2017 года «Culture» получил платиновый статус и был награждён сертификацией RIAA за миллион проданных копий альбома.

## Трек-лист
| №                   | Название                                    | Автор(ы)                                                                              | Продюсеры                       | Длительность |
| ------------------- | ------------------------------------------- | ------------------------------------------------------------------------------------- | ------------------------------- | ------------ |
| 1.                  | «Culture» (при участии DJ Khaled)           | Quavious Marshall Kirsnick Ball Kiari Cephus Khaled Khaled Dwan Avery Jeffrey LaCroix | DY Tre Pounds                   | 2:33         |
| 2.                  | «T-Shirt»                                   | Marshall Ball Cephus James Rosser, Jr. Brandon Rackley Trevon Campbell                | Nard & B XL Eagle               | 4:02         |
| 3.                  | «Call Casting»                              | Marshall Ball Cephus Tyron Douglas Rubin Sanders                                      | Buddah Bless Bron Bron          | 3:52         |
| 4.                  | «Bad and Boujee» (при участии Lil Uzi Vert) | Marshall Cephus Robert Mandell Symere Woods Leland Wayne                              | Metro Boomin G Koop             | 5:43         |
| 5.                  | «Get Right Witcha»                          | Marshall Ball Cephus Shane Lindstrom Xavier Dotson                                    | Murda Beatz Zaytoven            | 4:17         |
| 6.                  | «Slippery» (при участии Gucci Mane)         | Marshall Ball Cephus Grant Decouto Joshua Parker Radric Davis                         | Deko OG Parker                  | 5:04         |
| 7.                  | «Big on Big»                                | Marshall Ball Cephus Dotson                                                           | Zaytoven                        | 4:50         |
| 8.                  | «What the Price»                            | Marshall Ball Ricky Harrell Keanu Torres William Gaskins                              | Ricky Racks Keanu Beats 808Godz | 4:08         |
| 9.                  | «Brown Paper Bag»                           | Marshall Ball Cephus Dotson                                                           | Zaytoven                        | 3:31         |
| 10.                 | «Deadz» (при участии 2 Chainz)              | Marshall Ball Cephus Ronald LaTour Tauheed Epps                                       | Cardo                           | 4:34         |
| 11.                 | «All Ass»                                   | Marshall Ball Cephus Nathaniel Caserta                                                | Purps                           | 4:54         |
| 12.                 | «Kelly Price» (при участии Travi$ Scott)    | Marshall Ball Courtney Elkins Jared Jackson Jacques Webster                           | Cash Clay Beats Deraj Global    | 6:03         |
| 13.                 | «Out Yo Way»                                | Marshall Ball Cephus Caserta Joshua Cross                                             | Purps Cassius Jay               | 4:48         |
| Общая длительность: | Общая длительность:                         | Общая длительность:                                                                   | Общая длительность:             | 58:19        |

## Участники записи
| Исполнение - Migos — основной исполнитель - DJ Khaled — гость (трек 1) - Lil Uzi Vert — гость (трек 4) - Gucci Mane — гость (трек 6) - 2 Chainz — гость (трек 10) - Travi$ Scott — гость (трек 12) Техническая работа - Колин Леонард — мастеринг - Ларри Энтони — мастеринг - Дэрил Макферсон — сведение - Майкл Доттин — сведение - Quavo — сведение | Продакшн - DY — продюсер (трек 1) - Tre Pounds — продюсер (трек 1) - Nard & B — продюсер (трек 2) - XL Eagle — продюсер (трек 2) - Buddah Bless — продюсер (трек 3) - Bron Bron — продюсер (трек 3) - Metro Boomin — продюсер (трек 4) - G Koop — продюсер (трек 4) - Murda Beatz — продюсер (трек 5) - Zaytoven — дополнительный продюсер (трек 5), прюдюсер (треки 7, 9) - Deko — producer (track 6) - OG Parker — продюсер (трек 6) - Ricky Racks — продюсер (трек 8) - Keanu Beats — продюсер (трек 8) - 808Godz — продюсер (трек 8) - Cardo — продюсер (трек 10) - Purps — продюсер (треки 11, 13) - Cash Clay Beats — продюсер (трек 12) - Deraj Global — продюсер (трек 12) - Cassius Jay — продюсер (трек 13) Дополнительная работа - Джеймс Флинн — пиар, продвижение - Столь Стоджменов — дизайн обложки - Ник Штайнхардт — дизайн буклета - Алекс МакДоннел — фотография |

## Чарты
| Чарт (2017)                            | Высшая позиция |
| -------------------------------------- | -------------- |
| Австралия (ARIA)                       | 26             |
| Австралия (ARIA Urban Albums)          | 2              |
| Бельгия/Фландрия (Ultratop)            | 67             |
| Бельгия/Валлония (Ultratop)            | 92             |
| Канада (Canadian Albums Chart)         | 1              |
| Дания (Hitlisten)                      | 23             |
| Нидерланды (Album Top 100)             | 9              |
| Финляндия (Suomen virallinen lista)    | 6              |
| Франция (SNEP)                         | 44             |
| Германия (Offizielle Top 100)          | 63             |
| Новая Зеландия (RMNZ)                  | 20             |
| Норвегия (VG-lista)                    | 13             |
| Швеция (Sverigetopplistan)             | 31             |
| Швейцария (Schweizer Hitparade)        | 22             |
| Великобритания (UK Albums Chart)       | 16             |
| США (Billboard 200)                    | 1              |
| США (Billboard Top R&B/Hip-Hop Albums) | 1              |

| Чарт (2017)                | Высшая позиция |
| -------------------------- | -------------- |
| Канада (Billboard)         | 13             |
| Дания (Hitlisten)          | 60             |
| Нидерланды (MegaCharts)    | 81             |
| Новая Зеландия (RMNZ)      | 46             |
| Швеция (Sverigetopplistan) | 78             |
| США (Billboard 200)        | 8              |

## Сертификации
| Регион                                                                      | Сертификация | Продажи   |
| --------------------------------------------------------------------------- | ------------ | --------- |
| Дания (IFPI Danmark)                                                        | Платиновый   | 20 000    |
| Франция (SNEP)                                                              | Золотой      | 50,000    |
| Великобритания (BPI)                                                        | Золотой      | 100 000   |
| США (RIAA)                                                                  | Платиновый   | 1 000 000 |
| Данные о продажах + прослушиваниях приведены только на основе сертификации. |              |           |